# Eric Maxim Choupo-Moting
Jean-Eric Maxim Choupo-Moting (født d. 23. marts 1989) er en tysk-camerounsk professionel fodboldspiller, som spiller for Bundesliga-klubben Bayern München og Camerouns landshold.

## Klubkarriere

### Hamburger SV
Choupo-Moting begyndte sin karriere med Hamburger SV, hvor han gjorde sin profesionelle debut i 2007. Han fik dog ikke meget spilletid hos Hamburg, og blev i 2009-10 sæsonen udlånt til 1. FC Nürnberg. Stadig efter lejeaftalen kunne han ikke etablere sig på holdet.

### Mainz 05
Choupo-Moting skiftede i maj 2011 til Mainz 05 efter kontraktudløb med Hamburg. Han havde succes i sin tid i klubben, trods at han missede næsten hele 2012-13 sæsonen på grund af skade.

### Schalke 04
Choupo-Moting skiftede i juli 2014 til Schalke 04. Han scorede den 6. december 2014 sit første hattrick, da han scorede 3 gange imod Stuttgart.

### Stoke City
Choupo-Moting skiftede i august 2017 til Stoke City.

### Paris Saint-Germain
Efter Stoke City var rykket ned i 2018, skiftede Choupo-Moting til Paris Saint-Germain. På tidspunktet var denne aftale set af mange som en mærkelig beslutning fra PSG, dog med i ligningen var at Choupo-Moting havde spillet under den daværende PSG-træner Thomas Tuchel i Schalke 04. Han spillede hovedsageligt som rotationspiller i sin tid hos PSG. Hans mest mærkværdige øjeblik i klubben var da han missede et sikkert mål i en kamp imod Strasbourg, som BBC beskrev som "en af de værste missere i fodbold historien".

### Bayern München
Choupo-Moting skiftede i oktober 2020 til Bayern München. Den 25. august 2021 scorede han fire mål og lavede tre assist i en DFB-Pokal kamp imod Bremer SV fra den femtebedste tyske række. Han blev hermed den første spiller til at være direkte involveret i 7 mål i en DFB-Pokal kamp siden man begyndte at holde statistiker.

## Landsholdskarriere
Choupo-Moting er født i Tyskland til en tysk mor og en camerounsk far. Han kunne dermed spille for begge lande.

### Ungdomslandshold
Choupo-Moting har repræsenteret Tyskland på U/19- og U/21-niveau.

### Seniorlandshold
Choupo-Moting skiftede i 2010 til Cameroun, og debuterede for landsholdet den 1. juni 2010.
Han har været del af Camerouns trup til VM i 2010 og 2014. Han har også været med til Africa Cup of Nations 2015, 2019 og 2021.

## Titler
Paris Saint-Germain
- Ligue 1: 2 (2018–19, 2019–20)
- Coupe de France: 1 (2019–20)
- Coupe de la Ligue: 1 (2019–20)

Bayern Munich
- Bundesliga: 1 (2020–21)
- DFL-Supercup: 1 (2021)
- FIFA Club World Cup: 1 (2020)